# 仙下乡
仙下乡，是中华人民共和国江西省赣州市于都县下辖的一个乡镇级行政单位。
该乡古时有一座名叫仙霞观的道观因而得名仙霞，行政地名简化之后同雩都简化成于都一样，改为仙下。

## 行政区划
仙下乡下辖以下地区：
仙下村、观背村、上方村、洋田村、石坑子村、石陂村、富坑村、福星村、潭石村、三贯村、山塅村、邹坑村、西洋村、吉村、乱石村、莲塘村、高兴村和龙溪村。